# Gaie neagră
Gaia neagră sau gaia brună (Milvus migrans) este o pasăre răpitoare de zi cu șapte subspecii din familia Accipitridae, asemănătoare cu uliul, cu ciocul coroiat, cu gheare puternice și cu coada bifurcată, răspândită în Europa, Asia, Africa și Australia.

## Taxonomie și răspândire
Include șapte subspecii.
1. Milvus migrans migrans: nord-vestul Africii, din Europa până în Asia Centrală și la sud până în Pakistan; iernează în Africa, la sud de Sahara.
2. Milvus migrans lineatus: din Siberia până în Regiunea Amur, Japonia, India, Myanmar și China; iernează în Irak, India, și sud-estul Asiei.
3. Milvus migrans formosanus: Taiwan, Hainan, China.
4. Milvus migrans govinda: din Pakistan până în India, Sri Lanka, Indochina și peninsula Malay.
5. Milvus migrans affinus: din Sulawesi până în Noua Guinee, New Britain și Australia.
6. Milvus migrans aegyptius: Egipt, Arabia, din zona de coastă a Africei de est până în Kenya.
7. Milvus migrans parasitus: din Africa la sud de Sahara până în Madagascar.

Subspeciile Milvus migrans aegyptius și Milvus migrans parasitus  sunt acum considerate subspecii a unei specii separate - Milvus aegyptius
În România este prezentă subspecia Milvus migrans migrans care este răspândită peste tot, însă este relativ rară, mai puțin în dealurile subcarpatice; ceva mai frecventă în sud-estul țării, la Dunăre și în toate vecinătățile pădurii cu ape mari, îndeosebi în Delta Dunării. În România este un oaspete de vară și în timpul pasajului, când poate fi văzută în cârduri; iernează în Africa Centrală.

## Habitat
Mediul de viață se întinde din deșert până în pășuni, savană și regiuni joase împădurite, dar evită pădurile dese. De multe ori în apropierea regiunilor umede, aproape de ape mari; au fost găsite în suburbii și orașe, în jurul gropilor de gunoi, abatoarelor.

## Caracteristici
Au o mărime de 55–66 cm (cât corbul) și o greutatea de 560-950 g; măsurătorile variază în funcție de subspecie. Femelele sunt mai mari și mai grele decât masculii. Coada este mai puțin scobită decât la gaia roșie. Coloritul penajului și ciocului variază în funcție de subspecie. De cele mai multe ori au o culoare brună, cu pieptul roșcat. Ciocul este negru. Picioarele sunt galbene.

## Hrana
Se hrănește cu o largă varietate de animale de pradă, vii sau moarte și cu resturi de mâncare. 
Prinde mamifere mici, păsări și pui de păsări, reptile, amfibii, pești, insecte (lăcuste ș.a.) pe care le înșfăca de pe pământ, din frunziș sau din apă. Fură hrana și de la alte răpitoare și păsări de apă. De asemenea se hrănește cu hoituri de animale mari (cai, vite, porci), gunoi menajer, excremente, unele materii vegetale: nucile palmierilor de ulei etc.

## Comportamentul
Sunt păsări migratoare sau parțial migratoare, în special subspeciile din Europa și Asia, care migrează după reproducere în Africa sub-sahariana, Orientul Mijlociu, Asia de Sud și subcontinentul Indian. Migrează în stoluri și se adună în zeci de mii pentru a traversa suprafețele maritime. În alte părți, cum ar fi Australia, Noua Guinee și Egipt unde unele subspecii sunt rezidente, ele se deplasează mai puțin regulat sau sunt nomade. Sunt păsări gregare, de multe ori se adună în stoluri mari pentru a se hrăni, uneori se cuibăresc împreună (în copaci), și pot să se înmulțească în colonii foarte largi.